# ТЭЦ Лодзь-2
ТЭЦ Лодзь-2 (ЭС-2) — бывшая теплоэлектроцентраль в одноимённом городе в центральной Польше.
В 1958—1961 годах на станции ввели в эксплуатацию восемь котлов типа Pauker ОР-130, шесть из которых поставила польская компания Rafako из Рацибужа. Они питали шесть турбин производства чешского Первого Брненского машиностроительного завода и эльблонгской компании Zamech. Первые три имели мощность по 26,5 МВт и обеспечивали подачу технологического пара для промышленных предприятий. От турбин № 4, № 5 и центрального паросборного коллектора через теплообменники подавали тепловую энергию в систему отопления.
В 1966 году на станции установили котёл типа ОР-140 и турбину № 7 мощностью 32,5 МВт.
В дальнейшем возможности площадки как теплоэлектроцентрали расширили путём установки в 1972 и 1975 годах мазутных водогрейных котлов типов PTWM-100 и PTWM-180 мощностью 116 МВт и 209 МВт соответственно.
По состоянию на начало 2000-х на станции работали 5 паровых и оба водогрейных котла, а также 5 турбин общей мощностью 128,1 МВт.
Удаление продуктов сгорания осуществлялось с помощью трёх дымовых труб — одной высотой 160 метров и двух высотой по 120 метров.
В 2015 году ТЭЦ Лодзь-2 вывели из эксплуатации, при этом в энергосистеме города остались работать две другие теплоэлектроцентрали — ЭС-3 и ЭС-4.